# Wright Air Service
Wright Air Service — американська авіакомпанія місцевого значення зі штаб-квартирою в місті Фербенкс (Аляска, США).
Компанія утворена в 1967 році, порт приписки — Міжнародний аеропорт Фербенкс.
Президентом авіакомпанії та її генеральним директором є Роберт Барсел.

## Флот
Станом на липень місяць 2009 року повітряний флот авіакомпанії Wright Air Service складали наступні літаки:
- 8 Cessna 208B Grand Caravan
- 2 Piper PA-31-350 Chieftain
- 1 Piper PA-31 Navajo
- 1 Cessna 206
- 1 Beechcraft A36 Bonanza
- 1 Helio Courier

## Маршрутна мережа авіакомпанії
У липні 2009 року авіакомпанія Wright Air Service виконувала регулярні пасажирські рейси в наступні пункти призначення:
1. Аллакакет (AET) — Аеропорт Аллакакет
2. Анкчувек-Пас (AKP) — Аеропорт Анкчувек-Пас
3. Арктік-Вілладж (ARC) — Аеропорт Арктік-Вілладж
4. Беттлс (BTT) — Аеропорт Беттлс
5. Берч-Крик (KBC) — Аеропорт Берч-Крик
6. Колдфут (CXF) — Аеропорт Колдфут
7. Фербенкс (FAI) — Міжнародний аеропорт Фербенкс
8. Форт Юкон (FYU) — Аеропорт Форт-Юкон
9. Г'юс (HUS) — Аеропорт Г'юс
10. Гуслія (HSL) — Аеропорт Гуслія
11. Танана (TAL) — Аеропорт імені Ральфа Калхун
12. Венеті (VEE) — Венеті